# 小郷拓真
小郷 拓真（こごう たくま、1994年3月24日 - ）は、日本の俳優、演出家、劇作家、演劇プロデューサーである。SFIDA ENTERTAINMENT代表。
岡山県津山市出身。身長176cm。岡山県作陽高等学校サッカー部出身。義理の兄は3Dラテ・アート職人のじょーじ。

## 出演

### テレビ番組
- オオカミ少年　(2020年、TBSチャンネル)

### 映画
- 流し屋 鉄平（2015年3月）
- 丑刻ニ参ル（2015年11月） - 剛 役

### テレビドラマ
- 妖怪女学園（2014年、千葉テレビ） - 牛魔親衛隊 役
- 曰く付き 第8話「モニター」（2016年8月30日、千葉テレビ） - 陸 役

### 舞台
- 東京zoom（2014年4月 - 5月、エアースタジオ） - 青山 役
- 電波塔（2014年7月、エアースタジオ） - 翔太 役
- Juliet（2014年10月、アクアスタジオ） - 黒江大介 役
- 嘘つきはサンタクロースの始まり（2014年12月、参宮橋トランスミッション） - 山崎 役
- フリテン 〜麻雀のルールしらねぇっす〜（2015年1月 - 2月、八幡山ワーサルシアター） - 桐生仁 役
- 南総里見八犬伝異聞-完結編（2015年5月、築地ブディストホール） - 蟇田素藤 役
- 幻想時代劇 阿弖流為（2015年8月、新宿村live） - トラマロ 役
- おおきに龍馬（2015年9月、池袋シアターグリーンBIG TREE） - 陸奥陽之助 役
- 十二夜（2015年11月、新宿村live） - 従者 役
- 心の底からクエスチョン（2016年1月、明石スタジオ） - 小暮仁 役
- 鼓ノ音の春（2016年2月、六行会ホール） - 鹿島春行 役
- 漫劇 タイムカプセル（2016年5月、テアトルbonbon） - 主演 黒木一彦 役
- Dear Kir（2016年6月、新宿シアターモリエール） - 須藤大地 役
- LAST MESSAGE（2016年9月、座・高円寺2） - ワン 役
- 新撰組あと始末記（2016年11月 - 12月、築地ブディストホール） - 沖田総司 役
- UKEMEN'S（2017年4月、八幡山ワーサルシアター） - 智飛左 役
- 風林火山の旗の下に（2017年6月 - 7月、築地ブディストホール） - 武田盛信 役
- 時代劇「CHUJI」（2017年8月、渋谷区文化総合センター伝承ホール） - 卯之助 役
- やりなおしに決めた（2017年10月、明石スタジオ） - 烏丸 役
- 新撰組真暁譚 六番隊隊長 新釈 井上源三郎伝（2017年12月、武蔵野芸能劇場） - 沖田総司 役
- 話そうよ。（2018年2月、明石スタジオ）- 主演 西岡勇気 役
- シェイクスピアRe-born 風雪の城～Lear～（2018年4月、渋谷区文化総合センター伝承ホール）- 須田 役
- 腐テキ★ＲＥＶＯＬＵＴＩＯＮ～ヲトメ電波発動中～ （2018年4月、エアースタジオ）-神田江蓮 役
- 堕天使は薄い本を閉じて（2018年5月、三栄町LIVE STAGE）-半蔵門線の男 役
- 特攻隊ミュージカル「流れる雲よ」〜未来より愛を込めて〜（2018年8月、名古屋公演 港区文化小劇場、東京公演 六行会ホール、大阪公演 朝日生命ホール）-準主演 中原正人
- MINEHAHAコンサート 凛として ジョイント公演「流れる雲よ」（2018年9月、水交行）-準主演 中原正人
- プラチナハーツ（2018年10月、八幡山ワーサルシアター）-主演 リード 役
- 豪華版朗読劇 男おいらん（2018年11月、八幡山ワーサルシアター）-W主演 光祐 役
- スポットライト-Back Stage Story-（2018年12月、築地ブディストホール） - 馬場 役
- メモリーダイヤル～明日の君にさよなら～（2019年5月、東部フレンドホール）- W主演　東山裕作
- 愛はお金で買えますか？～クリスマス争奪戦～（2019年12月、劇場HOPE）-　瑞樹　役
- 朗読劇　愛はお金で買えますか？～赤い靴と白い王子編～（2020年1月、エアースタジオ) 主演 及川悠太　役
- 舞台版　愛はお金で買えますか？～赤い靴と白い王子編～（2020年2月、劇場HOPE）-　藍田シンヤ　役
- MECHABETH（2020年7月、渋谷区文化総合センター伝承ホール）- ストロベリー勤　役、マスカット慎之助　役、グレープフルーツ和也　役、パイナポー正雄　役、グリーンパパイヤ翔太郎　役、バレンシアオレンジ光一　役
- Collapse Of Values Episode 2 Truth（2024年8月28日 - 9月1日、|テアトルBONBON） - 岩原真一 役[2][3]

### オンライン演劇
- 愛はお金で買えますか？ダブルデート編（2020年11月21日 ‐ 29日、SFIDA ENTERTAINMENT オンラインプロデュース）[4]

### インターネットテレビ
- なにゆえオウンゴール!?（2016年12月〜 、ON AIR TV） - 番組MC

### ラジオ
- J-ROAD 第45回（2015年11月10日、FM津山78.0MHz） - ゲスト出演
- 百合、政則、道明のいってみよう（2017年6月20日・27日、調布FM83.3MHz） - ゲスト出演
- Sportsグラデーション（2017年9月27日、ウメダFM Be Happy!78.9） - ゲスト出演

### 朗読CD
- 日本民話シリーズ 第3弾「アリとハチ」（2015年8月15日 - ） - アリのお爺ちゃん 役

### ファッションショー
- TK states Collection（2014年4月、南青山ベロア）
- NEW GATE Collection2014（2014年4月、恵比寿THE FACTORY）
- Tokyo Fashion Collection2014（2014年5月、赤坂blitz）
- 下町ミュージックフェストin 上野コレクション2014（2014年8月、上野水上野外音楽堂）

### 講師
- 芸能スクール「POCKETSTAGE」 - 演技レッスンの講師を担当